# 程天斗

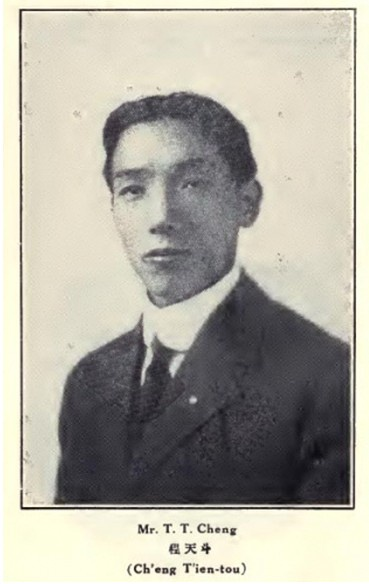
程天斗

程天斗（1879年—1936年），是民国时期银行家、政治人物。
1881年（清光绪七年）出生在广东香山（今中山市）南蓢田边村。1896年赴檀香山半工半读，肄業於彌兒公學、卡湖公學等校。1902年赴美國留學，先入摩根克中高等學校，后入芝加哥大學。1910年畢業，獲经济学学士學位。1911年武昌起義爆發後，任廣東都督府工務局局長，中國國民黨廣東支部副部長，廣東工程局局長。1917年創辦香港工商銀行，担任行長。1918年被推為廣東機器總會總理。1919年為美国鐵路调查委員。1920年歸國，任廣東銀行行長。发行与广东毫银等价使用的纸币，民间称之为“天斗纸”，从而解决了军政府的财政困难。1922年4月，孫中山任命他為廣東財政廳廳長，兼廣東省銀行行長。5月任中央銀行籌備委員。1923年3月，任中央銀行籌辦員，廣東銀行清理員。1936年，邀筹组西南银行不果，在香港遇刺身亡。